# Kai Hundertmarck
Kai Hundertmarck (Russelsheim, 25 de abril de 1969) es un ciclista y triatleta alemán.

## Biografía
Kai Hundertmarck destacó gracias a sus grandes resultados en categoría amateur. Ganó la primera edición de la Vuelta a Baviera abierta a profesionales y, al año siguiente, la Vuelta a Renania-Palatinado. Paso a profesionales en 1991 con el equipo Histor-Sigma. Su primera temporada estuvo marcada por un pódium en los Campeonatos de Alemania en Ruta por detrás de Falk Boden, y una quinta plaza en los campeonatos del mundo en Stuttgart. Después de una temporada en el equipo PDM-Concorde, se une en 1993 a la formación amreicana Motorola para después fichar por el conjunto alemán Deutsche Telekom en 1995. En este equipo está durante nueve temporadas y es donde gana su principal victoria en el año 2000: escapado en el Gran Premio de Fráncfort en compañía de Matteo Tosatto y de su compañero de equipo Jens Heppner, atacó a cinco kilómetros de meta imponiéndose en solitario.
En noviembre del 2003, no se le renueva su contrato con el Telekom, por lo que decide poner fin a su carrera deportiva.
Kai Hundertmarck practicó después el triatlón. Termina 16º del Ironman de Hawái en 2004.

## Palmarés
1989
- Vuelta a Baviera

1990
- Vuelta a Renania-Palatinado

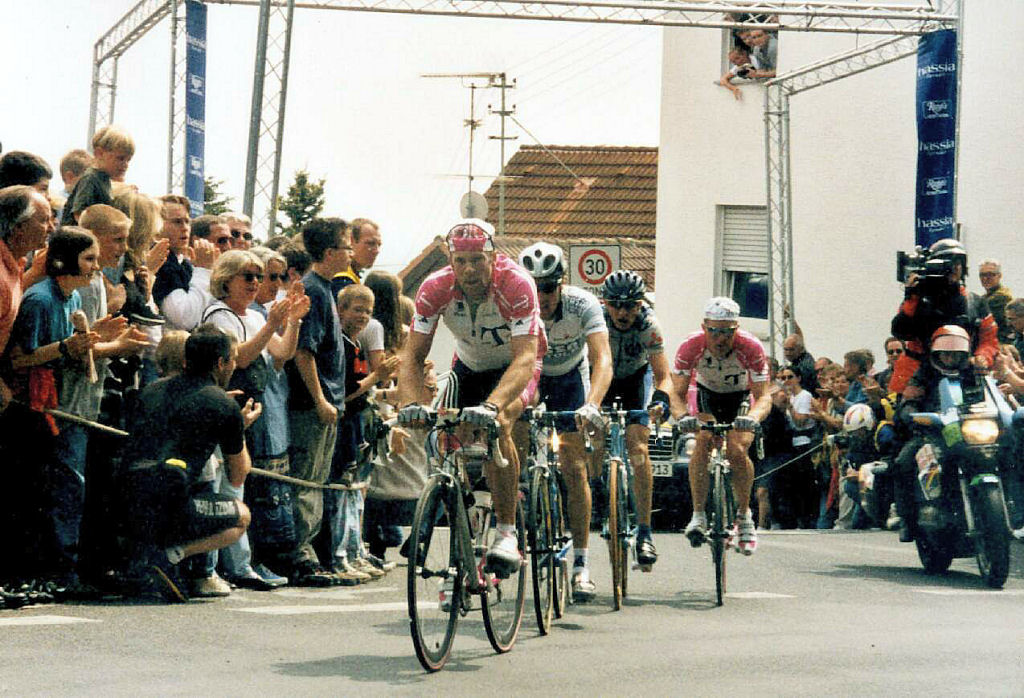
K.Hundertmarck en el Gran Premio de Fráncfort 2000, seguido de Matteo Tosatto, Jörn Reuß y Jens Heppner

- 3.º en el Campeonato del mundo en contrarreloj por equipos
- ̈1º en Gran Premio François-Faber

1991
- 2.º en el Campeonato de Alemania en Ruta

1992
- 3.º en el Campeonato de Alemania en Ruta

1997
- 1 etapa del Regio-Tour
- 2 etapas del Drei-Länder-Tour

1999
- 2.º en el Campeonato de Alemania en Ruta

2000
- Gran Premio de Fráncfort

2001
- 1 etapa del Tour Down Under

2003
- Vuelta a Nuremberg
- 1 etapa del Drei-Länder-Tour

## Resultados en las grandes vueltas

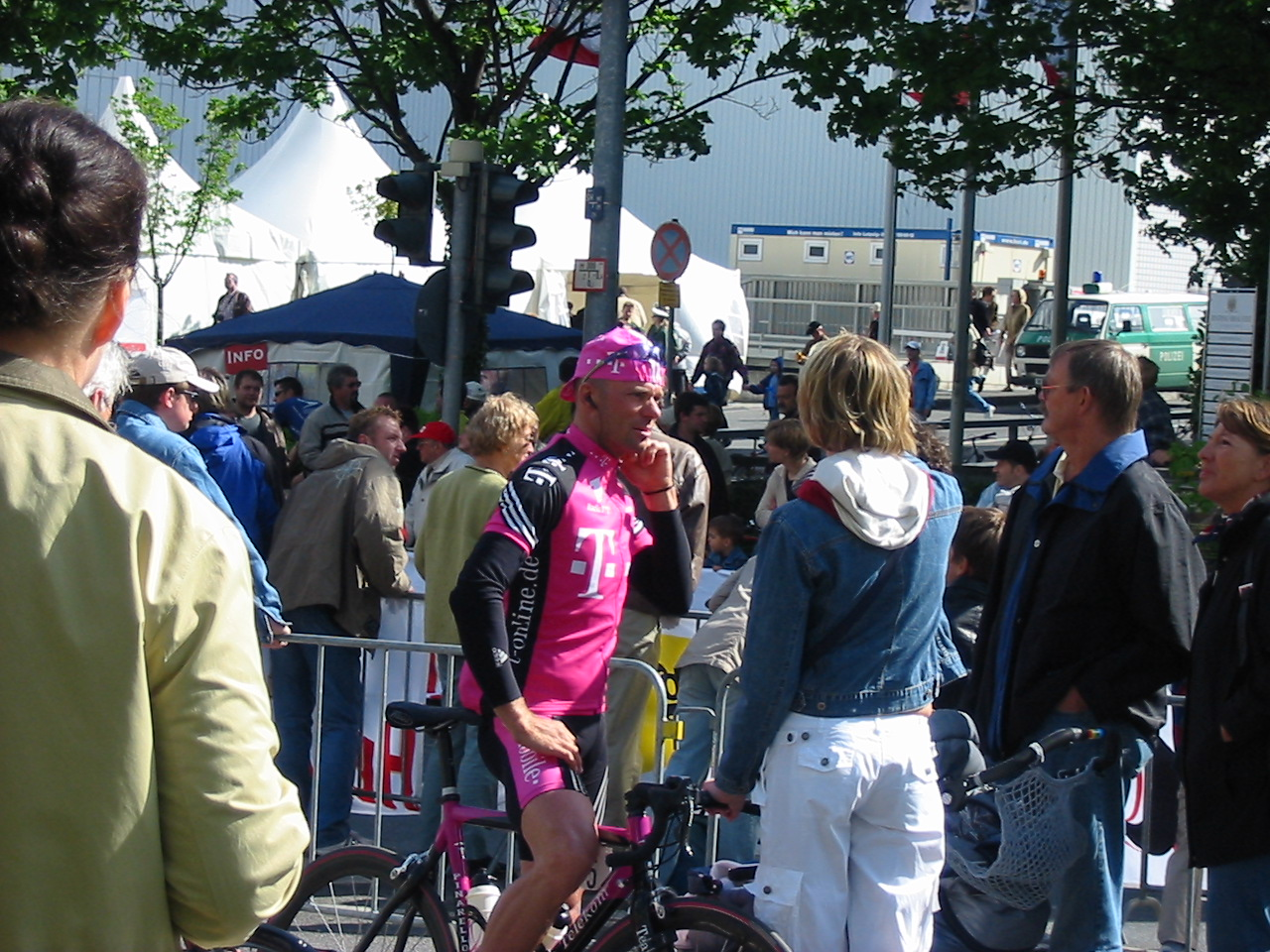
Kai Hundertmarck en 2003

### Tour de Francia
- 1999 : 110.º

### Vuelta a España
- 2000: 61.º
- 2001: 94.º

### Giro de Italia
- 2001 : 98.º
- 2002 : 93.º